# 胡祖薇
胡祖薇（1996年1月10日—），台灣女模特儿。2021年參加《全明星運動會第三季》。目前為台灣經紀公司凱渥旗下的女模特兒。

## 作品

### 綜藝節目
| 播出日期                    | 頻道             | 名稱                   | 身份              | 來源              |
| 2020年7月15日               | FUN TV           | 《FUN TV 漂亮小姐姐》  | 來賓              |                   |
| 2021年12月5日-2022年4月10日 | 台視、三立都會台 | 《全明星運動會》第三季 | 紅隊成員 女子榜眼 | [ 4 ] [ 5 ] [ 6 ] |
| 2022年8月16日-2023年2月21日 | 三立都會台       | 愛玩客                 | 主持人            |                   |

### 廣告
- 2022年 Lativ春夏新品（平面）[7]
- 2022年 Gogoro電動機車（推進戀愛篇）

### 劇集
| 播出日期               | 頻道             | 名稱               | 角色  | 備註 |
| 2022年10月4日-12月26日 | 中視、衛視中文台 | 《仙女姐姐來我家》 | Mandy | 客串 |

## 外部連結
- 胡祖薇的Instagram帳戶
- 胡祖薇的Facebook專頁
- 凱渥公司個人簡介 （页面存档备份，存于）